# صبحانه روان‌گردان آلن
صبحانهٔ روان‌گردان آلن (به انگلیسی: Alan's Psychedelic Breakfast) یک قطعه موسیقی بی‌کلام و سه بخشی از آلبوم مادر قلب‌اتمی گروه پینک فلوید است و به عنوان آخرین آهنگ آن آلبوم گنجانده شده است. این قطعه عمدتاً توسط نیک میسن، درام‌نواز گروه، نوشته شده اما به نام تمام اعضای گروه در جلد آلبوم ثبت شده است.
این آهنگ شامل نواختن موسیقی توسط پینک فلوید در حالتی است که آلن استایلز، خدمتکار سیار گروه، دربارهٔ صبحانه درست کردن و خوردن آن صحبت می‌کند و موسیقی پینک فلوید در زمینهٔ صحبتهای آلن پخش می‌شود. قبل از شروع بخش نخست، و مابین سه بخش از آهنگ، وقفهٔ قابل توجهی وجود دارد که تنها به زیر لب سخن گفتنها و حرکات آلن محدود می‌شود؛ همرا با نویزهای بیرونی که گاهی شنیده می‌شود.
افزون بر صدای آلن، صداهایی از صبحانه درست کردن آلن مانند صدای روشن کردن اجاق، پختن بیکن، ریختن شیر و غلات که همگی در پس‌زمینه قابل شنیدن است. نسخه‌ای ویرایش یافته از این آهنگ؛ یکی از گزینه‌های قرارگرفتن در آلبوم گردآوری‌شده‌ی پژواک‌ها: بهترین‌های پینک فلوید بود که در آن آلبوم گنجانده نشد.

## بخش‌ها آهنگ

### بخش نخست
بخشت نخست که «Rise and Shine» نام دارد. در این قسمت صدای آلن قابل شنیدن است که با خود زیر لب سخن می‌گوید و خودش را آماده می‌کند که یک صبحانه آماده کند.

### بخش دوم
بخش دوم «Sunny Side Up» نام دارد و تماماً توسط دیوید گیلمور با دو گیتار آکوستیک و استیل گیتار ساخته و اجرا شده است.

### بخش سوم
بخش سوم با عنوان «Morning Glory» توسط همه اعضای گروه به اجرا درآمده و عمدتاً شامل پیانوی ریچارد رایت است که در سه کانال مختلف چپ، وسط و راست روی هم سوار شده است. در پایان آهنگ، آلن پس از گفتن جمله «My head's a blank» سوئیچ ماشین را برمی‌دارد و خارج می‌شود. صدای ماشین و رفتنش کمی ضعیفتر در پایان آهنگ قابل شنیدن است.